# Risken minns 1973–1975
Risken minns 1973–1975 är ett samlingsalbum av den svenska proggruppen Risken Finns, utgivet på skivbolaget MNW 2007.

## Låtlista
1. "Du känner väl mig" – 2:37
2. "Jesus lever" – 2:40
3. "Gnällvisan" – 3:17
4. "Risken bloos 1" – 3:50
5. "Jag vill bli underhållen" – 1:13
6. "Självkritik 2" – 7:08
7. "Självkritik 3" – 5:58
8. "Lyckan" – 5:00
9. "Glada åsnans teater" – 4:48
10. "Nr 16" – 1:41
11. "Jag" – 2:14
12. "1945 minus roten ur ett är lika med tomma mängden" – 2:!4
13. "Självkritik 1" – 3:51
14. "Risken bloos 2" – 3:01
15. "Arbetskraft" – 5:16
16. "Djungel av kall taktik" – 1:31
17. "In kommer Gösta" – 4:40
18. "Gambiavisan (med evighetsrapp" – 9:10

### Fotnoter
1. ↑  ”Risken minns 1973–1975”. Discogs.com. http://www.discogs.com/Risken-Finns-Risken-Minns-1973-1975/release/3725446. Läst 10 januari 2013.